# Denis Perez
Denis Perez (* 25. dubna 1965, Caen, Francie) je bývalý francouzský lední hokejista, dlouholetý reprezentant své země.

## Hráčská kariéra

### Klubová kariéra
Většinu kariéry odehrál ve francouzské lize, převážně za týmy Français Volants, Rouen Hockey Élite 76 a HC Amiens. Pětkrát se stal francouzským mistrem v dresu Rouen a jednou v dresu HC Amiens. V sezóně 1998/1999 působil v německé lize v týmu Adler Mannheim. Společně s krajany Philippem Bozonem a Christianem Pougetem pomohl klubu vybojovat titul německého mistra. Kariéru ukončil v roce 2005 v Amiens.

### Reprezentační kariéra
Byl dlouholetým reprezentantem Francie, na vrcholných turnajích hrával v letech 1987 až 2002. Devětkrát se účastnil mistrovství světa a pětkrát v řadě Zimních olympijských her – v letech 1988, 1992, 1994, 1998 a 2002. Stal se tak pátým hokejistou historie s tak bohatou účastí na olympiádě (po Udo Kiesslingovi, Petteru Thoresenovi, Raimo Helminenovi a Dieteru Hegenovi).
S reprezentací Francie obsadil dvakrát osmé místo – na ZOH 1992 a MS 1995, což jsou nejlepší výsledky francouzského národního týmu v moderní éře hokeje.